# Essen (Adelsgeschlecht, Orrisaar und Naukschen)

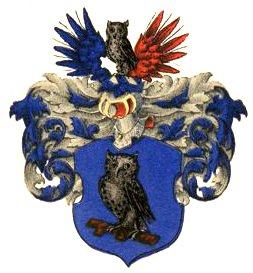
Stammwappen derer von Essen (1643)

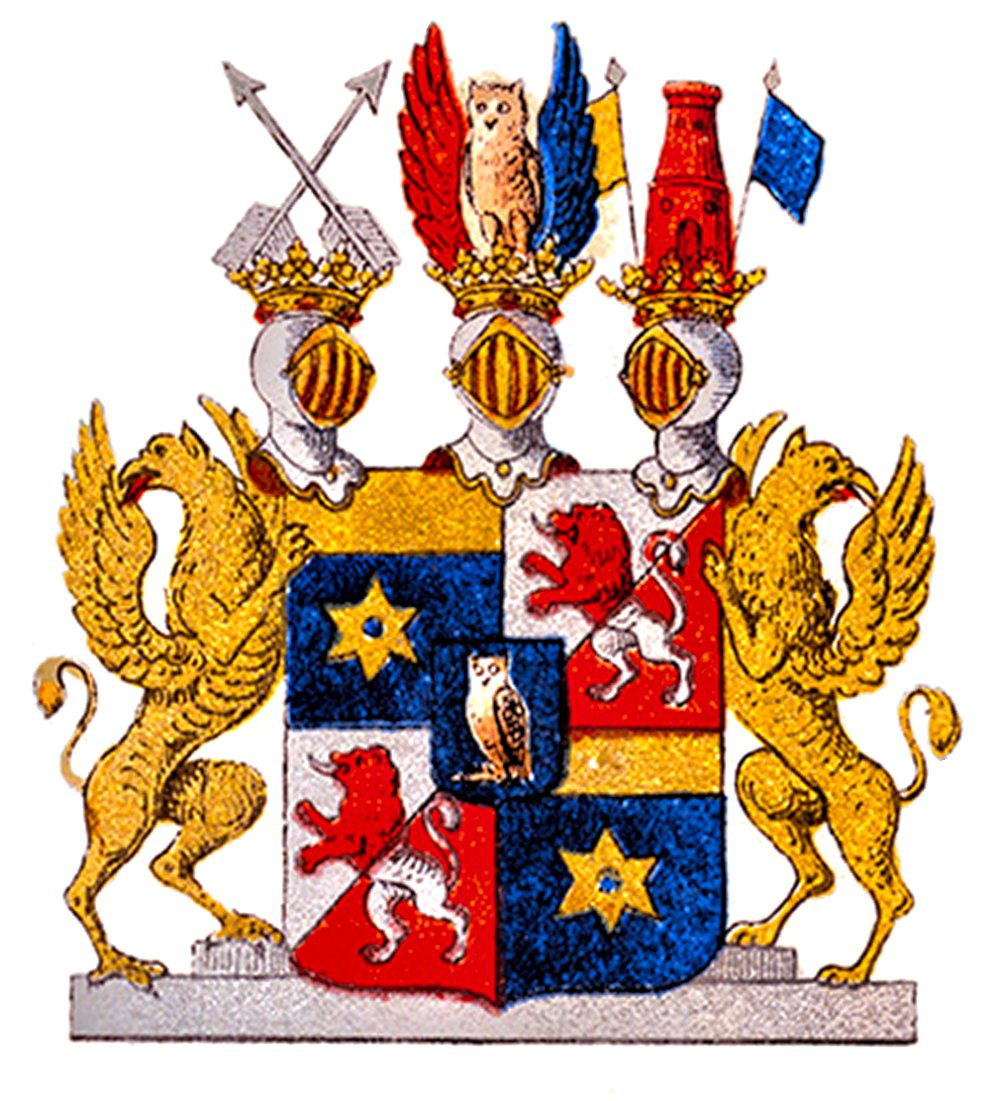
Wappen der Freiherren von Essen (1812)

Essen ist der Name eines ursprünglich deutsch-baltischen Adelsgeschlechts, das auch nach Schweden und Russland kam.
Die hier behandelte Familie ist zu unterscheiden von mehreren anderen wappenverschiedenen, nichtverwandten Adelsgeschlechtern von Essen.

## Geschichte
Das hier behandelte Geschlecht war in Estland und Livland immatrikuliert. Als Stammvater der Familie wurde in älterer Literatur ein Johann von Essen, der nach Livland einwanderte und zu Essenhof, vormals Sissegal, saß angesehen. Die von Anton Fahne vermutete Abstammung von den wappenähnlichen westfälischen Herren von Ulenbrock ist nicht belegt.
Johanns Sohn Heinrich von Essen verkaufte den Essenhof 1470 an Friedrich Krüdener. Heinrichs Urenkel, Gotthard von Essen, 1560 Rat des Herzogs Magnus, kam „von einem adeligen vornehmen Geschlechte von Essen“ abstammend, jung aus Westfalen nach Oesel und diente im Livländischen Krieg. Gotthards mutmaßlicher Sohn, Thomas von Essen († vor 1617), erscheint urkundlich erstmals 1584 als Hausbesitzer in Leal. Mit diesem beginnt die gesicherte Stammreihe der Familie. Herzog Friedrich Kettler verschrieb ihm einen ganzen und zwei Halbhäker im Saukenschen. 1605 leitete er den Rossdienst im Autzenschen Distrikt. Sein Sohn Alexander von Essen (1594–1664) ging 1612–1622 in fremde Kriegsdienste und war 1624 Capitain in Calmar. Ab 1626 saß er auf Orrisaar. 1630 kaufte er vom schwedischen König Gustav Adolf Gut Naukschen. 1631 war er Generalmajor in Preußen. 1643 erhielt er die Aufnahme in den schwedischen Adelsstand, mit Beibehalt des Familienwappens. Danach wurde er Landrat in Estland.
Mitglieder der Familie erhielten verschiedene Adelsbestätigungen und Standeserhöhungen:
- 1636: Adelsrenovationsdiplom[3]
- 18. September 1643: schwedische Adelsrenovation für den o. g. Alexander von Essen (1594–1664), schwedischer Generalmajor und estländischer Landrat
- 18. Dezember 1717: schwedischer Freiherrenstand für Hans Heinrich von Essen (1671–1729), unvermählt, schwedischer Generalleutnant; Sohn des Gustav Johann von Essen (1637–1703)
- 25. Juni 1719: schwedischer Freiherrenstand für Reinhold Wilhelm von Essen (1669–1732), schwedischer Generalmajor; Nachkommen in Schweden; Sohn des Gustav Johann von Essen (1637–1703); introduziert 1719 sub. Nr. 158
- 1742: livländisches Indigenat (Nr. 20)
- 8. Februar 1745: estländisches Indigenat
- 1745: schwedischer Grafenstand
- 29. Juni 1809: schwedischer Grafenstand für Hans Heinrich Freiherr von Essen (1755–1824) mit Vererbung des Titels nach Primogenitur; introduziert 1812 sub Nr. 118; Nachkommen in Schweden

In Livland besaß die Familie Allatzkiwi, Brunshof, Darsen, Heidohof, Kaster, Kockora, Mexhof, Naukschen, Rogosinski und Treffenhof. In Estland saßen sie auf Annigfer, Asserien, Assick, Schloss Borkholm, Echmes, Erras, Kardina, Karrol, Kedder, Kerrafer, Kiekel, Kiwidepäh, Kohhat, Kook, Kurküll, Kütke, Lellefer, Malla, Moisama, Munnalas, Orrisaar, Parmel, Patz, Pöddes, Sall, Soinitz, Tammick, Tecknal, Tois, Tuddo, Wait, Warrang und Wechmuth.

## Persönlichkeiten
- Alexander von Essen (1594–1664), schwedischer Generalmajor und estländischer Landrat
- Otto Magnus von Essen (1638–1707), Herr auf Orrisaar und Kardina, Ritterschafts-Hauptmann 1691–1594, Landrat
- Reinhold Wilhelm von Essen (1669–1732), Herr auf Lellefer, schwedischer Generalmajor; 1719 Freiherrenstand
- Hans Heinrich von Essen (1671–1729), Herr auf Kaflas, schwedischer Generalleutnant; 1717 Freiherrenstand
- Klaus Gustav von Essen († 1740), Herr auf Pöddes und Asserien, estländischer Landrat
- Klaus Gustav von Essen (1720–1777), Herr auf Pöddes und Asserien, Rittmeister der Garde zu Pferd, estländischer Landrat
- Reinhold Wilhelm von Essen (1722–1788), russischer Generalleutnant
- Hans Henrik von Essen (1755–1824), schwedischer Reichsmarschall und Staatsmann
- Magnus Gustav von Essen (1758–1813), russischer Generalleutnant, Kriegsgouverneur von Riga (1812)
- Otto Wilhelm von Essen (1761–1834), Zivilgouverneur von Estland
- Karl Christoph von Essen (1766–1833), Herr auf Pöddes, Asserien und Kook, Landrat
- Magnus von Essen (1796–1869), Herr zu Borkholm, Zivilgouverneur von Livland, Ritterschafts-Hauptmann 1845–1847
- Alexander Ferdinand von Essen (1799–1889), Herr auf Wechmuth und Kiekel, Generalmajor
- Hans Henrik von Essen (1820–1894), schwedischer Unternehmer, Kaufmann und Laienprediger
- Otto Wilhelm von Essen (1828–1876), russischer Geheimer Rat, Senator, Staatssekretär, Gehilfe des Justizministers
- Fredrik von Essen (1831–1921), schwedischer Reichsmarschall und Finanzminister
- Reinhold (Roman) Nikolai von Essen (1836–1895), Geheimer Rat, Zivilgouverneur von Lomsha
- Karl Friedrich Magnus von Essen (1851–1915), russischer Generalmajor
- Nikolai Ottowitsch von Essen (1860–1915), Admiral der kaiserlich-russischen Marine
- Carl von Essen (1868–1949), schwedischer Adliger, Kammerherr des schwedischen Kronprinzen
- Michael von Essen (1871–1908), russischer Hofrat
- Nicolai von Essen (1885–1945), deutsch-baltischer Offizier in russischen Diensten und Genealoge
- Ulla Ekström von Essen (* 1959), schwedische Professorin und Wissenschaftlerin

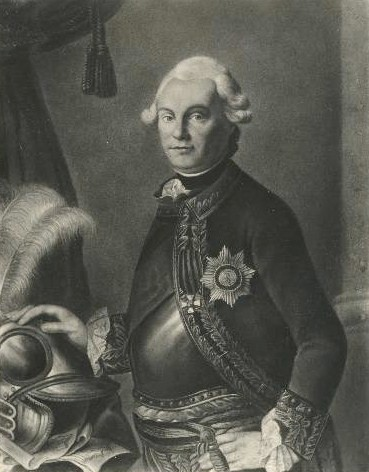
Reinhold Wilhelm von Essen (1722–1788)
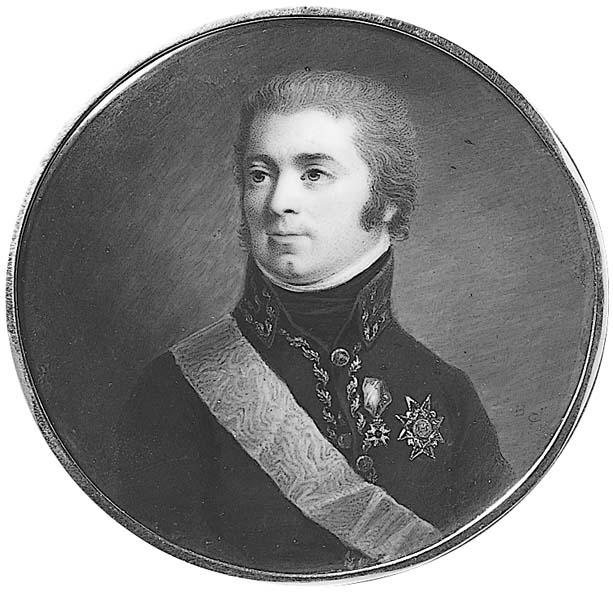
Hans Henrik von Essen (1755–1824)
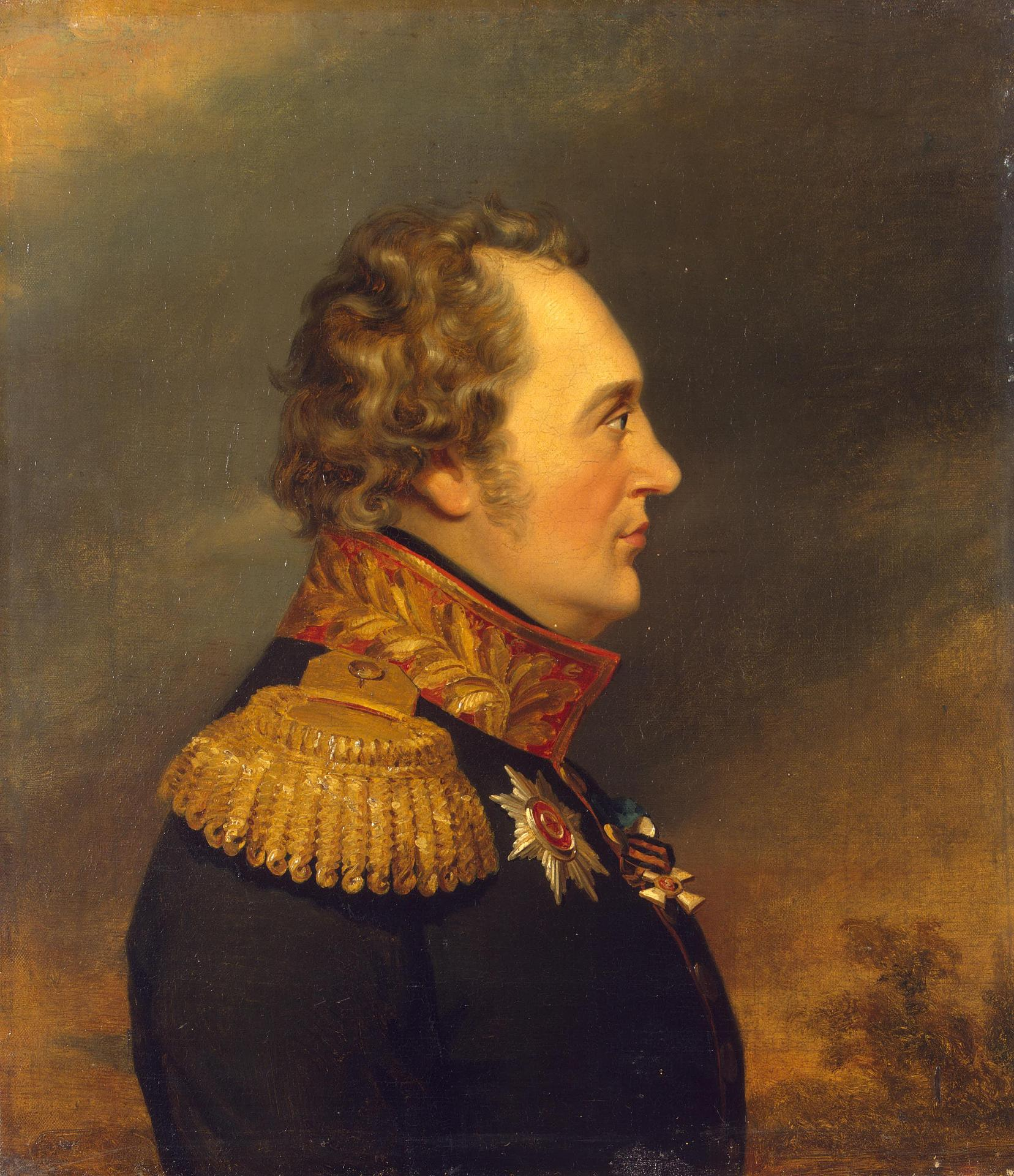
Magnus Gustav von Essen (1758–1813)
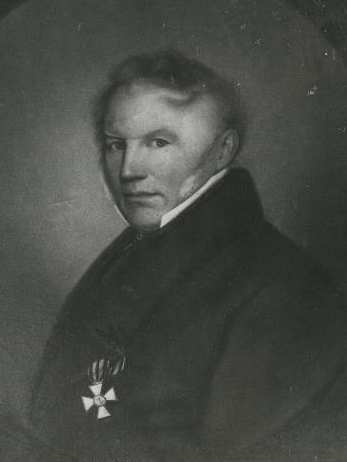
Otto Wilhelm von Essen (1761–1834)
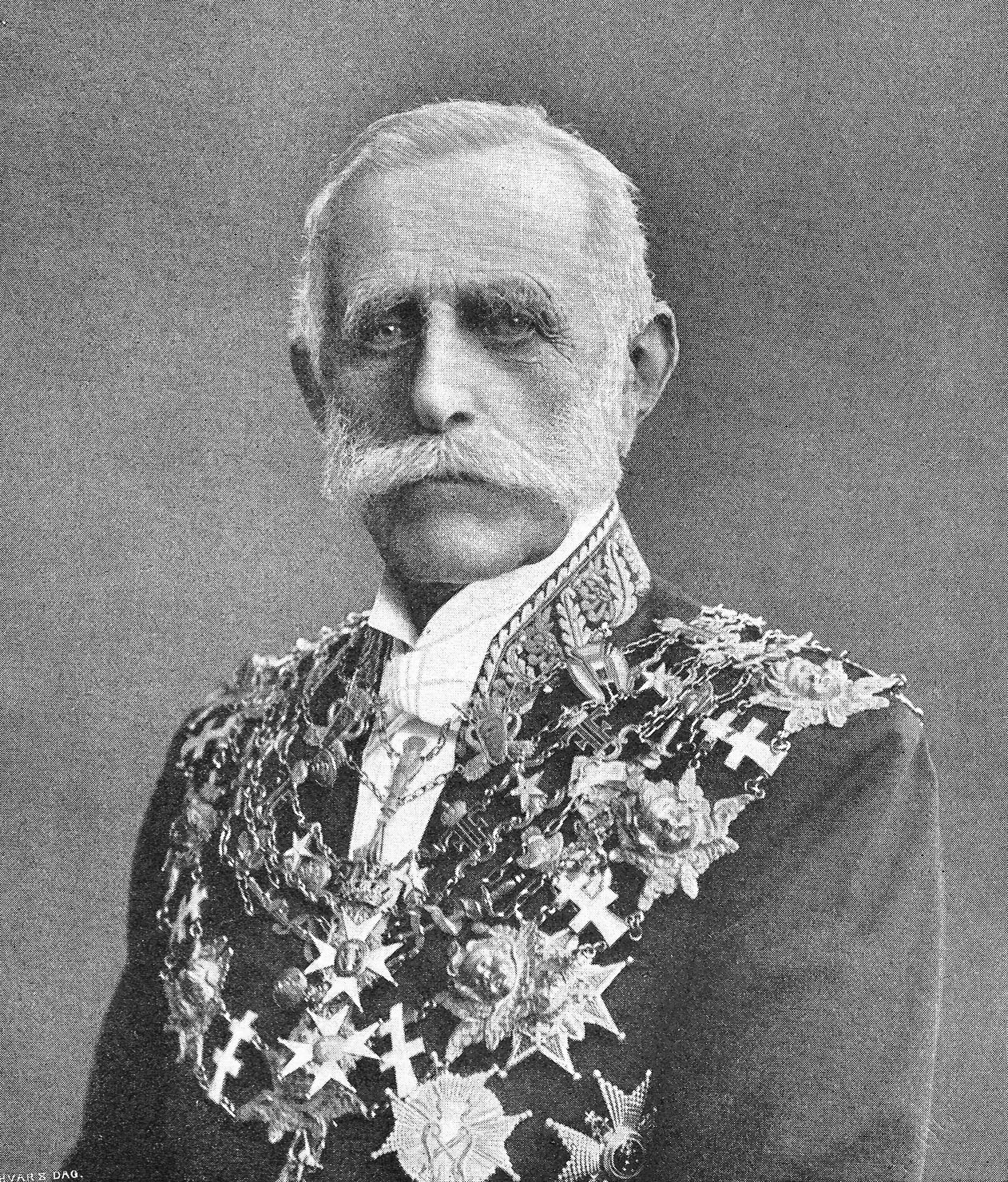
Fredrik von Essen (1831–1921)

## Wappen
Blasonierung des Stammwappens (1643): In Blau auf einem braunen Ast eine natürliche Eule sitzend. Auf dem blau-silbern bewulsteten Helm die Eule zwischen einem offenen, rechts blauen und links rotem Flug. Die Helmdecken sind mit blau-silbern.

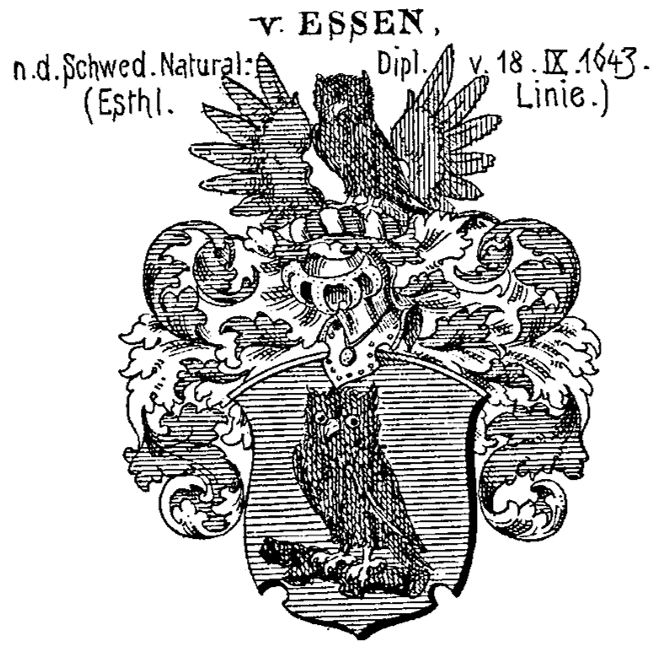
Wappen derer von Essen in Schweden (1643)
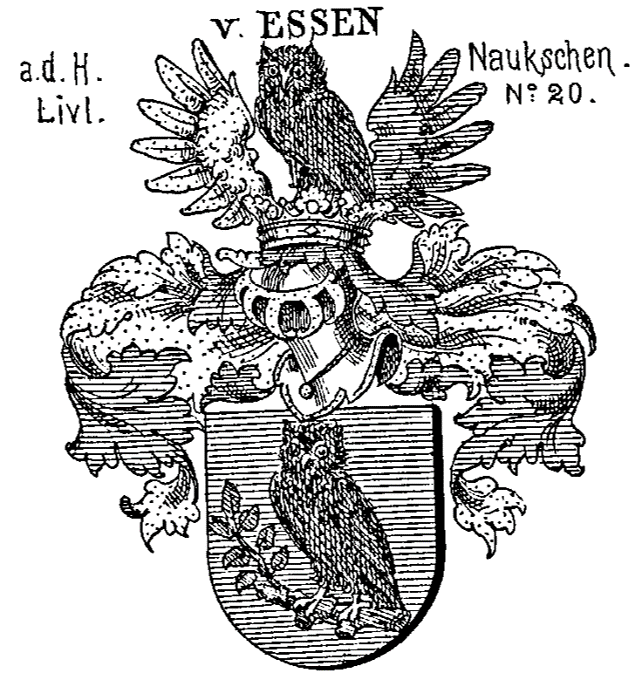
Wappen derer von Essen in Livland (1742)
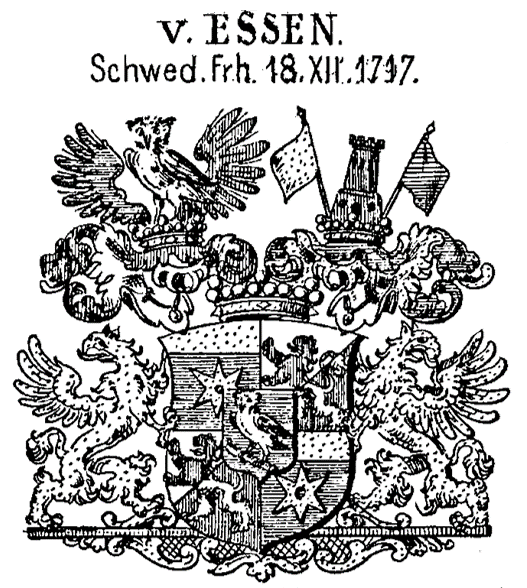
Wappen der Freiherren von Essen (1717)
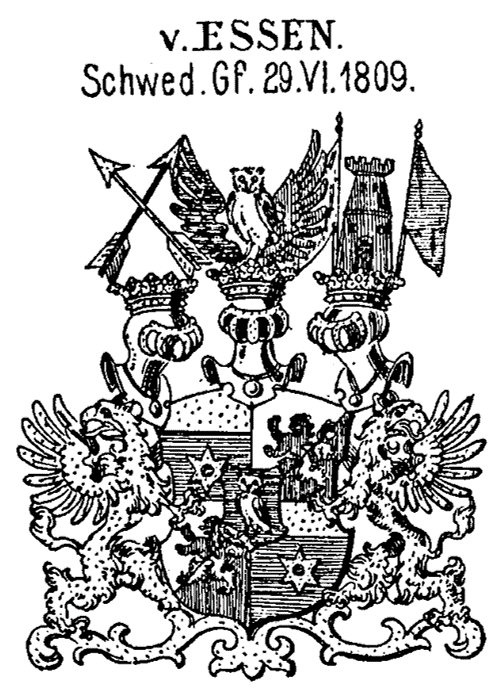
Wappen der Grafen von Essen (1809)